# Культура і життя
«Культу́ра і життя́» (рус. Культура и жизнь) — общегосударственная украинская еженедельная газета. Учредители издания — Министерство культуры Украины, Центральный комитет профсоюза работников культуры Украины, трудовой коллектив редакции. Издатель — ООО «Национальное газетно-журнальное издательство». Главный редактор Евгений Букет.
Формат А3, 16 полос, в цвете.

## История
Основана в январе 1913 Гнатом Хоткевичем под названием «Вістник культури і життя». С 7 октября 1923 издавалась под названием «Литература, наука и искусство» как приложение к газете «Известия ВУЦИК». В 1925 году вошла в состав газеты «Культура и быт», которая издавалась в 1925—1928 годах в качестве приложения к «Известиям ВУЦИК». С января 1929 года по ноябрь 1930 называлась «Литература и искусство». Под этим же названием выходила в 1941—1944 годах в различных городах — Киеве, Ворошиловграде, Уфе, Москве, Харькове, снова Киеве. В 1945—1954 годах называлась «Советское искусство», в 1955—1964 годах — «Советская культура».
Современное название «Культура и жизнь» — с 3 мая 1965 года.